# Ram Narayan
Ram Narayan (hindi: राम नारायण)  (Udaipur, 25 de desembre de 1927 - Bandra, 9 de novembre de 2024) va ser un músic Indi que popularitzà el sarangi, un instrument tradicional indi de corda que es toca amb un arc i que és força important en la música clàssica hindú, utilitzant-se com a instrument solista en concerts. Narayan fou el primer intèrpret de sarangi internacionalment reconegut.

## Biografia
Narayan aprengué a tocar el sarangi ja de jove, formant-se amb diversos intèrprets de sarangi i amb cantants. Durant la seva adolescència treballà com a músic i professor de música i viatjar força. El 1944 Jivan Lal Mattoo, productor de música del programa All India Radio, de Lahore, contractà Narayan com a acompanyant per a vocalistes. El 1947, a conseqüència de la Partició de l'Índia es traslladà a Delhi i va deixar de ser un músic acompanyant per a guanyar més rellevància, i marxà a Bombai el 1949 per treballar al cinema indi.
El 1956 començà la seva carrera en solitari. Des d'aleshores va tocar en nombrosos festivals importants de l'Índia. Seguint l'exemple de Ravi Shankar, que havia tocat el sitar en països occidentals, durant la dècada de 1960, visità Amèrica i Europa. Narayan gravà el seu primer àlbum en solitari, i el 1964, feu la seva primera gira internacional amb Chatur Lal, el seu germà gran, també músic, que comptava amb experiència a l'estranger ja que havia estat músic de Ravi Shankar durant la dècada de 1950. Narayan ensenyà música a estudiants indis i estrangers, tocant de forma habitual a l'estranger fins a la dècada de 2000.